# Voltago Agordino
Voltago Agordino (Oltach in veneto e ladino) è un comune italiano di 794 abitanti della provincia di Belluno in Veneto.

## Storia
La storia del comune è da sempre legata a quella dell'Agordino e, più in generale, del Bellunese.
Citato per la prima volta nel 1146 (Vico Woltagi), il toponimo sembra essere legato al personale tedesco Walt. Già in questo periodo gli insediamenti risultano organizzati nelle regole di Voltago, Digoman, Miona e Frassenè; si trattava di antiche istituzioni in cui i capifamiglia eleggevano un meriga e altri rappresentanti per il governo della comunità e la gestione dei beni comuni.
Alle regole si affiancava il potere feudale, rappresentato dalla famiglia da Voltago. Dimorava in un castello situato lungo il torrente Sarzana, di fronte a quello dei della Valle che si trovava, appunto, a La Valle Agordina, sul versante opposto della val Cordevole e a circa sei o sette chilometri in linea d'aria. In questo modo i due fortilizi potevano sorvegliarsi a vicenda e aiutarsi in caso di emergenza. I da Voltago furono una casata di un certo rilievo e dal 1424, quando il Bellunese era ormai passato alla Serenissima, poterono sedere nel Consilio nobile di Agordo.
Durante l'epoca veneziana Voltago fu incluso tra le ville del Capitaniato di Agordo, inquadrato a sua volta nel Bellunese. Il comune odierno, istituito in epoca napoleonica, ha fatto parte del dipartimento della Piave, quindi della provincia di Belluno lombardo-veneta e infine, dopo l'Unità d'Italia, dell'odierna provincia di Belluno.

### Simboli
Lo stemma e il gonfalone sono stati concessi con regio decreto dell'8 giugno 1942. Sullo sfondo d'argento dello stemma comunale è raffigurato un abete, nodrito su un colle verde, accompagnato da due pecore di rosso, rampanti al fusto.
Il gonfalone è un drappo partito di bianco e di verde.

## Monumenti e luoghi d'interesse

### Parrocchiale di Voltago
Intitolata ai santi Vittore e Corona, è considerata tra le più antiche dell'Agordino. Di essa si hanno notizie dal 1388, quando fu descritta come "un bell'edificio gotico con l'abside rivolta a oriente". Da questo primitivo edificio sono state ricavate la cappella sinistra e la sagrestia (derivata dal presbiterio).
L'attuale costruzione fu innalzata nel 1664-67 ad opera di Antonio q. Marco e di Pier Antonio Romeli, "mastri murari" di Fonzaso. Presenta le linee tipiche dell'architettura alpina, con la facciata a capanna e i tetti aguzzi, mentre è inconsueta la pianta a croce greca.
Sul presbiterio, l'altare maggiore è ornato da un'ancona lignea di Fioravante Costa  (1687), che vi ha scolpito putti, angioletti e motivi floreali. Essa incornicia una pregevole pala di Francesco Frigimelica il Vecchio (1642), raffigurante la Madonna e il Bambino con i santi Vittore, Corona e Giuseppe; la bandiera che regge san Vittore reca lo stemma della famiglia da Voltago. Il coro ligneo istoriato è opera di Giacomo Fossen e Antonio Agnolet (1754). Sulla parete destra trova posto la Madonna della Cintura con i santi Agostino e Monica e le anime del purgatorio, attribuita a Pietro Ricchi (1670).
L'altare ligneo della cappella destra presenta un'ancona intagliata e dorata da Giovanni Auregne (1647), con al centro la Trinità con i santi Osvaldo, Valentino e Lucano, tela di Giovanni Pante (1689). L'altare della cappella sinistra, sempre in legno, fu realizzato da Guglielmo Stuccador (1637) ed è ornato da una statua della Madonna della Cintura scolpita verso il 1840; dei tre altari, è l'unico a conservare il paliotto originale con due angeli ai lati.
La sagrestia, un tempo presbiterio dell'antica chiesa gotica, reca degli affreschi cinquecenteschi che raffigurano, sulla volta, i dottori della Chiesa e gli evangelisti e, sulle pareti, scene dell'infanzia di Gesù. Attribuiti a Lorenzo Paulitti, si tratta di opere ingenue e popolaresche, ma offrono una testimonianza sul modo di vestire dei valligiani dell'epoca.
Anche il campanile è quello originale, sebbene restaurato nel 1707 e rialzato nel 1864-68. È uno dei pochi della zona con la cuspide a piramide quadrata e le bifore romaniche. L'attuale concerto di campane è stato fuso nel primo dopoguerra poiché l'originale era stato razziato dall'esercito austro-ungarico durante l'occupazione del 1917.

### Chiesetta di Digoman
Realizzata nel 1900 su iniziativa della popolazione locale, fu disegnata dal maestro elementare Giovanni Riva, personalità di spicco della Voltago dell'epoca. L'intitolazione alla Madonna di Lourdes (primo caso nella diocesi di Belluno-Feltre) fu voluta dai seggiolai ambulanti della frazione che, nei loro viaggi in giro per l'Europa, avevano raggiunto i Pirenei.
Collocata su un piccolo pianoro all'inizio della parte vecchia del villaggio, si caratterizza per l'aguzzo campanile con agli angoli della base quattro frontoni triangolari. Gli interni sono abbelliti da semplici decorazioni realizzate dagli stessi abitanti. 
Sul fondo dell'abside si trova una riproduzione della grotta di Massabielle con le statue lignee della Vergine e di Bernardette, opere di Josef Anton Mussner di Ortisei.

### Altro
- Rifugio Scarpa-Gurekian (1.5 h a piedi da Frassenè)
- Parco Laghetti (Frassenè)

## Società

### Evoluzione demografica
Abitanti censiti

## Amministrazione

### Altre informazioni amministrative
Fino al 1964 il comune fu noto semplicemente come Voltago.